# RJ-11
El RJ-11 es el conector utilizado en las redes de telefonía. Se refiere exactamente al conector que se une al cable telefónico y tiene 6 posiciones con 4 contactos centrales por los 4 hilos del cable telefónico, aunque normalmente se usan sólo dos (los dos centrales).
En realidad, RJ-11 no es más que una manera de llamar a los cables de telefonía de 6 posiciones y 4 conectores (6P4C).
En España se usa en todas las conexiones telefónicas, aunque a menudo se utilizan conectores RJ-10 (4P2C), pero en otros países como Alemania son utilizados conectores RJ-45 como conectores telefónicos.
- El RJ-14 es igual que el RJ-11, pero para dos líneas (6P4C, 6 posiciones 4 conectores).
- El RJ-25 es igual que el RJ-11, pero para tres líneas (6P6C, 6 posiciones 6 conectores).
- El RJ-61 en cambio es un conector R/T similar, pero más ancho, para cuatro líneas (8 hilos). El cable de línea telefónica y el conector son normalmente un RJ-11 con sólo dos conductores.

## Disposición de loscontactos
Todos estos conectores (R/T) se definen por el número de "posiciones" potenciales "P6" y el número real de contactos instalado dentro de estas posiciones "6PxC". Los conectores RJ-11, RJ-14 y RJ-25 todos son físicamente idénticos, tienen las seis mismas "posiciones", (puesto que usan el conector modular), pero en cambio hacen uso de un diferente número de contactos (dos, cuatro y seis, respectivamente).

### Cables RJ-11
Los conectores RJ-11 son casi siempre del tipo 6P4C (seis posiciones, cuatro contactos), con cuatro cables hacia una caja de conexiones central. Dos de sus seis posiciones de contacto son utilizadas como conectores fase y neutro, mientras que los otros dos conductores no son utilizados. 6P2C y 6P6C también se puede encontrar en las tiendas. Los conductores que no son la punta central y el conductor de anillo se usan en la práctica para varias cosas: como terminal de tierra de llamada selectiva, como alimentación de bajo voltaje por un piloto luminoso, etc.

## Pinouts
| Posición | RJ11 | RJ10 | RJ14 | Par | T/R | ± | Colores cat 5e/6 | Colores        | Colores antiguos | Colores alemanes |
| -------- | ---- | ---- | ---- | --- | --- | - | ---------------- | -------------- | ---------------- | ---------------- |
| 1        | 1    |      |      | 3   | T   | + | blanco/verde     | blanco/verde   | naranja          | rosa             |
| 2        | 2    | 1    |      | 2   | T   | + | blanco/naranja   | blanco/naranja | negro            | verde            |
| 3        | 3    | 2    | 1    | 1   | R   | – | azul             | azul/blanco    | rojo             | blanco           |
| 4        | 4    | 3    | 2    | 1   | T   | + | blanco/azul      | blanco/azul    | verde            | marrón           |
| 5        | 5    | 4    |      | 2   | R   | – | naranja          | naranja/blanco | amarillo         | amarillo         |
| 6        | 6    |      |      | 3   | R   | – | verde            | verde/blanco   | azul             | gris             |